# Richeval
Richeval (niem. Reichental) – miejscowość i gmina we Francji, w regionie Grand Est, w departamencie Mozela.
Według danych na rok 1990 gminę zamieszkiwało 96 osób, a gęstość zaludnienia wynosiła 20 osób/km² (wśród 2335 gmin Lotaryngii Richeval plasuje się na 949. miejscu pod względem liczby ludności, natomiast pod względem powierzchni na miejscu 1028.).